# Brian Stepanek
Brian Patrick Stepanek (ur. 6 lutego 1971 w Cleveland) – amerykański aktor filmowy, telewizyjny i głosowy, także scenarzysta i reżyser.

## Życiorys

### Wczesne lata
Urodził się i dorastał w Cleveland, w stanie Ohio jako syn Constance G. „Connie” i Williama Josepha „Billa” Stepanka. Jego ojciec był w połowie Czechem i w połowie Niemcem. Wychowywał się z bratem. Jest leworęczny. W latach 1985–89 uczęszczał do Gilmour Academy, a następnie studiował na Uniwersytecie w Syracuse. Uczestniczył w samorządzie studenckim, uniwersyteckiej drużynie piłkarskiej i koszykówki. Miał okazję studiować w Londynie.

### Kariera
Po ukończeniu uniwersytetu przeniósł się do Chicago, aby grać w teatrze. W 1998 w teatrze Drury Lane w Oakbrook w stanie Illinois, otrzymał nagrodę imienia Josepha Jeffersona dla najlepszego aktora za główną rolę w musicalu Me and My Girl. 
Swoją karierę na szklanym ekranie rozpoczął od gościnnych występów w serialach CBS takich jak Zdarzyło się jutro (1998) z Kyle Chandlerem i Turks (1999) z Williamem Devane. Wkrótce zagrał w filmie jako zastępca napastnika w dramacie historycznym Children of the Struggle (1999) z udziałem Cuby Goodinga. Znalazł się też w obsadzie dreszczowca Barbeta Schroedera Śmiertelna wyliczanka (Murder by Numbers, 2002) z Sandrą Bullock. Występował w roli Arwina Hochausera w serialu Nie ma to jak hotel (2005-2008), oraz w mini-serialu Brian O’Brian w którym grał siebie samego. W latach 2006–2008 wraz z Phillem Lewisem prowadził Igrzyska Disney Channel.

## Życie prywatne
14 lipca 2002 wziął ślub z Parisą Yazdanfar, z którą ma troje dzieci.
Wartość rynkowa aktora wynosi 1 mln $.

## Filmografia

### Filmy
- 2002: Kolejny piątek (Friday After Next) jako gliniarz
- 2002: Śmiertelna wyliczanka (Murder by Numbers) jako Parole Board Marshall
- 2005: Wyspa (The Island) jako Gandu Trzy Echo
- 2006: Skok przez płot (Over the Hedge) jako Nugent (głos)
- 2006: Pajęczyna Charlotty (Charlotte’s Web) jako grupa owiec (głos)
- 2007: Transformers jako agent sektora siódmego
- 2008: Piorun (Bolt) jako Martin (głos)
- 2008: Mostly Ghostly: Who Let the Ghosts Out? jako Phears
- 2009:  O, kurczę!  (Hatching Pete, TV) jako trener Mackey
- 2011: Cziłała z Beverly Hills 2 jako komornik
- 2012: Pingwiny z Madagaskaru (Penguins of Madagascar) jako Dode (głos)
- 2013: Sztanga i cash (Pain & Gain) jako Brad McCalister
- 2015: Dom (Home) jako Gorg Commander / Boovs (głos)
- 2018: Daphne i Velma (Daphne & Velma) jako Nedley Blake
- 2018: Green Book jako Graham Kindell

### Seriale TV
- 1998: Zdarzyło się jutro (Early Edition) jako Richie Sagansky
- 2000: Rayman: The Animated Series jako inspektor Grub (głos)
- 2000: Prezydencki poker (The West Wing) jako doradca senatora
- 2002: JAG – Wojskowe Biuro Śledcze jako porucznik Murtaugh
- 2002: Siostrzyczki (What I Like About You) jako Lowell
- 2002: The Drew Carey Show jako Bob
- 2003: Zwariowany świat Malcolma jako Stan
- 2003: Sześć stóp pod ziemią (Six Feet Under) jako Alex Graham
- 2005-2008: Nie ma to jak hotel  (The Suite Life of Zack and Cody) jako Arwin Hawkhauser
- 2007: Kim Kolwiek  (Kim Possible jako Mathter (głos)
- 2007: Tajemniczy Sobotowie  (The Secret Saturdays) jako agent Epsilon (głos)
- 2008: Brian O’Brian jako Brian
- 2008: Suite Life: Nie ma to jak statek jako Arwin Hawkhauser i Milos (odc. 7)
- 2009: Fineasz i Ferb (Phineas and Ferb) jako profesor Mgillicuty
- 2010: Kick Strach się bać (Kick Buttowski: Suburban Daredevil) jako Harold Buttowski
- 2010: Suite Life: Nie ma to jak statek jako Arwin Hawkhauser (odc. 58)
- 2011: Mr. Young jako Profesor
- 2011: Suite Life: Nie ma to jak statek jako Arwin (odc. 71)
- 2012–2013: Dwóch i pół (Two and a Half Men) jako Arthur
- 2013: Przereklamowani (The Crazy Ones) jako Phil
- 2014: Jessie jako pan Collinsworth
- 2014: Mixele jako Fred (głos)
- 2014–2015: Nawiedzeni (The Haunted Hathaways) jako oficer GooseBump
- 2014–2018: Nicky, Ricky, Dicky i Dawn (Nicky, Ricky, Dicky & Dawn) jako Tom Harper
- 2016-: Harmidom (The Loud House) jako Lynn Loud Sr.
- 2017: Longmire jako Jay Purcell
- 2017-: Młody Sheldon (Young Sheldon) jako pan Givens
- 2018: Grzmotomocni (The Thundermans) jako profesor Meteor
- 2019: Z góry przepraszam (I'm Sorry) jako pan Castellotti